# До Чорного моря
«До Чорного моря» (рос. «К Чёрному морю») — російська радянська кінокомедія режисера Андрія Тутишкіна, випущена 30 квітня 1958 року. 
Основні сцени знімалися у Москві та Криму. По дорозі до Криму можна побачити: Харків (наприклад: Пам'ятник Тарасові Шевченку) та Запоріжжя (Дніпровська ГЕС).

## Сюжет
Молода пара, Ірина і Микола, вирішують поїхати на машині до Чорного моря і по дорозі відсвяткувати весілля. В дорозі їх машину зупиняє дівчина і просить відвезти її на станцію техобслуговування за запчастинами. Ірина пручається, але потім виходить з машини і відпускає Миколу на півгодини. Прочекавши його кілька годин, вона сідає в машину викладача Хохлова, який їхав за ними, тому що він любить Ірину без пам'яті, і з цього моменту почалися пошуки коханої дружини, гонки, всілякі пригоди, пояснення та примирення.

## У ролях
- Ізольда Ізвицька — Ірина Кручиніна
- Анатолій Кузнєцов — Микола Кукушкін
- Євген Самойлов — Костянтин Олександрович Хохлов
- Євгенія Мельникова — Олена Андріївна, мати Ірини
- Євген Тетерін — Олександр Терентійович, батько Ірини
- Анатолій Грачов — Юра Дрожжин, студент, однокурсник Ірини
- Сергій Лук'янов — Бондаренко, механік
- Маргарита Жарова — Катерина Іванівна, дружина Бондаренко
- Леонід Пирогов — Іван Бірюков, майор у відставці
- Ніна Агапова — Зоя Денисівна Бірюкова
- Юрій Леонідов — Сергій Постніков, економіст
- Віра Петрова — креслярка Наталя Постникова, його сестра
- Олексій Коротюк — Міша
- Кларисса Кірєєва — Олена
- Лідія Федосєєва-Шукшина — Настя, комбайнер
- Андрій Тутишкін — директор СТО
- Петро Савін — Олександр Миколайович Стрельников, викладач автошколи
- Вадим Новиков — Мітя
- Ніна Дорда — вокал (М. Богословський — В. Коростильов)

В епізодах:
- Галина Балашова
- Микола Граббе — інспектор
- Георгій Гумільовський — дядько Степан
- Олександр Лебедєв — курсант автошколи
- Борис Новиков — міліціонер
- Світлана Харитонова — адміністратор готелю
- Леонід Чубаров — інспектор

В титрах не вказані:
- Тетяна Гурецька — мати Постникова
- Олександра Денисова — старенька
- Гавриїл Бєлов — дід Макар

## Знімальна група
- Сценарист —  Леонід Малюгин
- Режисер —  Андрій Тутишкін
- Оператор —  Костянтин Петриченко
- Композитор —  Микита Богословський
- Художники —  Петро Кисельов,  Євген Серганов